# Église Saint-François-Xavier d'Anderlecht
L’église Saint-François-Xavier (en néerlandais : Sint-Franciscuskerk) est un édifice religieux catholique sis à Cureghem, un quartier oriental de la commune d’Anderlecht (Bruxelles). Construite en style néo-gothique au début du XXe siècle, l’église est en voie de sécularisation (2020).

## Histoire
Outre les paroisses de l’Immaculée-Conception et de la collégiale Saint-Pierre-et-Guidon un troisième lieu de culte était nécessaire dans la commune d’Anderlecht, en pleine expansion urbanistique à la fin du XIXe siècle. La paroisse, placée sous la protection de saint François Xavier, le grand missionnaire jésuite, fut érigée canoniquement en 1906.   
Les premiers services religieux ont lieu dans un entrepôt puis bientôt, à partir de 1909 dans une chapelle provisoire à la rue Eloy.  En 1912 la première pierre de la nouvelle église est posée. Les travaux seront achevés en 1915. L’église est dédiée à saint François Xavier, un missionnaire jésuite du XVIe siècle connu comme l’apôtre de l’Asie. 

## Description
Occupant complètement un îlot urbain bordé des trois rue Joseph Dujardin, rue de l’école moderne et rue Eloy, l’église est imposante. Son parvis donne sur la rue Eloy. Construite en pierres naturelles elle est de style néo-gothique rehaussée d’éléments romans qui lui donnent un aspect quelque peu éclectique. Son clocher carré, sur son flanc latéral est au coin du transept gauche et de la nef. Deux tourelles octogonales romanes ornent, l’une le côté droit de la façade et l’autre, le clocher auquel elle est accolée. Elle en abrite l’escalier dans sa partie inférieure. 
L’église avait un certain nombre de beaux vitraux dont une série des ‘douze apôtres’, mais ils sont en mauvais état. L’église était déjà fort délabrée lorsqu’une restauration eut lieu en 1985, mais son déclin continue. En 1986 une chapelle plus petite est mise en place à l’intérieur du bâtiment, pour le service pastoral des fidèles qui la fréquentent et dont le nombre va diminuant. Les alentours sont également négligés.

## Avenir
Fermée au culte depuis 2015, l’église est en voie de sécularisation. Un projet est à l’étude qui ferait du bâtiment un centre sportif, après rénovation et adaptation des lieux.